# American Museum Novitates
American Museum Novitates (Am. Mus. Novit.) és una revista científica publicada pel Museu Americà d'Història Natural. Fou fundada el 1921 i surt a intervals irregulars. Publica articles curts sobre geologia, paleontologia i zoologia. El 2022 tenia un factor d'impacte d'1,963. El mateix any, tenia una oficina editorial formada per quatre redactors: Robert S. Voss per a la zoologia dels vertebrats, Jin Meng per a la paleontologia, Peter Whiteley per a l'antropologia i Lorenzo Prendini per a la zoologia dels invertebrats.